# ژوسیلی (بازیکن فوتبال)
ژوسیلی دا سیلوا (پرتغالی: Jucilei da Silva؛ زادهٔ ۶ آوریل ۱۹۸۸) که به صورت ساده با نام ژوسیلی شناخته می‌شود، بازیکن فوتبال اهل برزیل است.
از باشگاه‌هایی که در آن بازی کرده‌است می‌توان به کورینتیانس، آنژی مخاچ‌قلعه، الجزیره، شاندونگ لیونگ و سائو پائولو اشاره کرد.
این بازیکن همچنین در سال ۲۰۱۰، ۲ بار برای تیم ملی فوتبال برزیل به میدان رفت.